# Ernst Krebs
Pour les articles homonymes, voir Krebs.
Ernst Krebs, né le 4 novembre 1906 à Munich et mort le 20 juillet 1970 à Gauting, est un kayakiste allemand pratiquant la course en ligne.

## Palmarès

### Jeux olympiques (course en ligne)
- 1936 à Berlin
  -  Médaille d'or en K-1 10 000 m [1]